# Francesco Totti
Francesco Totti (Rim, 27. rujna 1976.) je bivši talijanski nogometaš. Od početka do kraja profesionalne karijere igrao je za Romu u Seriji A. Kao 33-godišnjak, 2010. proglašen je najboljim aktivnim talijanskim nogometašem u anketi koju je provela La Gazzetta dello Sport.Trenutni direktor A.S. Rome

## Životopis
Totti se pridružio Rominoj omladinskoj školi 1989. godine. Prvi nastup za seniorski tim upisao je 28. ožujka 1993. u utakmici protiv Brescie, a svoj prvi pogodak postigao je 24. rujna 1994. protiv Foggie. Sezoni 1998./99. imenovan je za najboljeg mladog igrača Serie A.
Ubrzo postaje jedan od ključnih igrača Rome, te 2001. s njom osvaja Scudetto i Superkup. Također te je godine, kao i godinu ranije proglašen najboljim talijanskim igračem. Postigavši 107. gol za Romu u prosincu 2004., postao je njen najbolji strijelac svih vremena.

## Reprezentacija
Totti je također nastupao i za talijansku nogometnu reprezentaciju. Igrao je na Euro 2000. i 2004., te na Svjetskom prvenstvu 2002. i 2006., nakon kojeg se oprostio od reprezentacije.

### Pogodci za reprezentaciju
| #  | Datum               | Mjesto                                            | Protivnik   | Pogodak | Rezultat | Natjecanje                  |
| -- | ------------------- | ------------------------------------------------- | ----------- | ------- | -------- | --------------------------- |
| 1. | 26. travnja 2000.   | Oreste Granillo, Reggio Calabria, Italija         | Portugal    | 2 : 0   | 2 : 0    | Prijateljska utakmica       |
| 2. | 14. lipnja 2000.    | Stadion kralja Baudouina, Bruxelles, Belgija      | Belgija     | 1 : 0   | 2 : 0    | EURO 2000.                  |
| 3. | 24. lipnja 2000.    | Stadion kralja Baudouina, Bruxelles, Belgija      | Rumunjska   | 1 : 0   | 2 : 0    | EURO 2000.                  |
| 4. | 7. listopada 2000.  | San Siro, Milano, Italija                         | Rumunjska   | 3 : 0   | 3 : 0    | Kvalifikacije za SP 2002.   |
| 5. | 2. lipnja 2001.     | Boris Paičadze, Tbilisi, Gruzija                  | Gruzija     | 2 : 0   | 2 : 1    | Kvalifikacije za SP 2002.   |
| 6. | 11. lipnja 2003.    | Olimpijski stadion u Helsinkiju, Helsinki, Finska | Finska      | 1 : 0   | 2 : 0    | Kvalifikacije za EURO 2004. |
| 7. | 13. listopada 2004. | Stadio Ennio Tardini, Parma, Italija              | Bjelorusija | 1 : 0   | 4 : 3    | Kvalifikacije za SP 2006.   |
| 8. | 13. listopada 2004. | Stadio Ennio Tardini, Parma, Italija              | Bjelorusija | 3 : 1   | 4 : 3    | Kvalifikacije za SP 2006.   |
| 9. | 26. lipnja 2006.    | Fritz-Walter-Stadion, Kaiserslautern, Njemačka    | Australija  | 1 : 0   | 1 : 0    | SP 2006.                    |

## Privatni život
Totti je oženjen s Ilari Blasi koja je radila kao komentator i serviser na televizijama. Imaju sina Cristiana i dvije kćeri, Chanel i Isabel.
Otvorio je privatnu nogometnu školu. Ima samostalni motociklistički klub nazvan Totti Top Sport. Totti je UNICEF-ov veleposlanik dobre volje.

## Naslovi

### Roma
- Serie A: 2000./01.
- Supercoppa Italiana: 2001., 2007.
- Coppa Italia: 2006./07., 2007./08.

### Reprezentacija
- UEFA Europsko prvenstvo do 21 godine: 1996.
- Mediteranske igre: 1997.
- FIFA Svjetsko prvenstvo: 2006.

## Vanjske poveznice
- Službena stranica  Arhivirana inačica izvorne stranice od 2. rujna 2011. (Wayback Machine)
- Profil na Transfermarktu
- Profil na Soccerwayu